# يو نو يور رايت
«يو نو يور رايت» (بالإنجليزية: You Know You're Right)‏ هي أغنية لفرقة الروك الأمريكية نيرفانا.